# Гвардейская бригада минёров

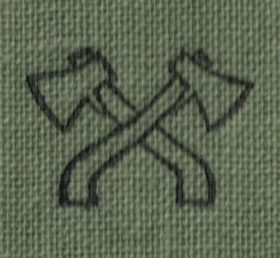
Эмблема инженерных войск РККА.

1-я отдельная гвардейская бригада минёров РГК (Гвардейская бригада минёров РГК) — гвардейское формирование (соединение, бригада минёров РГК) инженерных войск Красной Армии, существовавшая во время Великой Отечественной войны, находилась в Резерве Главного командования (РГК) Вооружённых Сил СССР.

## История
Гвардейская бригада минёров РГК была сформирована в сентябре 1942 года в Московском военном округе (МВО) на основании Приказа Народного Комиссара Обороны Союза ССР, от 17 августа 1942 года, и предназначалась «для минирования и разрушения коммуникаций и важных объектов в тылу противника». Бригада была сформирована из 37-й сапёрной бригады Западного фронта.
Первоначальный штат гвардейской бригады включал:
- управление бригады (пп № 89580) — 46 человек (штат № 012/17);
- рота управления — 100 человек (штат № 012/18);
- особый отдел (пп № 07131);

- пять отдельных гвардейских батальонов минёров по 427 человек в каждом (штат № 012/19):
- 1-й отдельный гвардейский батальон минёров;
- 2-й отдельный гвардейский батальон минёров;
- 3-й отдельный гвардейский батальон минёров;
- 4-й отдельный гвардейский батальон минёров (гвардии (гв.) майор Волков; адъютант гвардии ст. л-т Тарасов);
- 5-й отдельный гвардейский батальон минёров.

Общая численность гвардейской бригады составляла 2 281 человек личного состава.
Кроме гвардейской бригады, по этому приказу, были сформированы ещё 15 отдельных гвардейских батальонов минёров (с войсковыми номерами (№) 6-го по 19-й и 26-й) для ведения подрывной деятельности (по одному гвардейскому батальону на каждый фронт РККА ВС Союза ССР):
- 6-й отдельный гвардейский ордена Красной Звезды батальон минёров (из 86-го отд. сап. б-на), действовал на Карельском фронте (пп № 25226), гв. майор Попов Андрей Филиппович (в 1945 — ком-р 30-й гвардейской инженерно-сапёрной ордена Красной Звезды батальона 15-й инж-сап. бр);
- 7-й гвардейский отдельный батальон минёров (перефор. из 106-го отд. мото-инж бат.) (1-го и 2-го формир.) — Ленинградский фронт (пп № 09517), гв. майор Евстифеев Петр Кузьмич (в 1944 — нач. штаба 1-го инж.сап. бр.), в 1944 переформирован в 27-й гв. инженерно-саперный Красносельский Краснознаменный б-н (гв. капитан Абдулов, гв. майор Жгун);
- 8-й гвардейский отдельный батальон минёров[1] — Волховский фронт (пп № 72481), гв. майор Нагорный Иван Евсеевич (с 1.09.1942), гв. п/п Богачев В. И. (с 19.10.1943), гв. капитан Суворов Николай Никитович (1944), гв. к-н Лукошников Афанасий Алексеевич (врио 1944); (в 1944 переформирован в 20-й гв. инженерно-саперный батальон (гв. майор Мартышин); ком-ры рот: 1-й — гвардии ст. л-т Кирющенко П. К., 2-й — гвардии ст. л-т Качан П. И., 3-й — гвардии л-т Смирнов А. В.; ст. адъют. гвардии капитан Осикин Николай Михайлович (1944);
- 9-й гвардейский отдельный батальон минёров СЗФ — Северо-Западный фронт (пп №), гв. п/п Рогович (с 1.09.1942), гвардии майор / гвардии п/п Галли Александр Петрович (с 12.1942);
- 10-й гвардейский отдельный батальон минёров — Калининский фронт (пп № 73720);
- 11-й гвардейский отдельный батальон минеров[2] (11 гв. об минеров) — Западный фронт (пп № 36571), гвардии майор Тихомиров Алексей Федорович (с 15.10.1942), гвардии капитан Гребенщиков (врид 11.1942); ком-ры рот: гвардии ст. л-т Закусило Александр Иванович, гвардии ст. л-т Фолиян Григорий Самсонович;
- 12-й гвардейский отдельный батальон минёров[3] — Брянский фронт / Центральный фронт (пп № 04751), гвардии майор Рыжков (с 23.08.1942), гвардии майор Малашенко Михаил Ефимович (1944); ком-ры рот: 1-й — гвардии капитан Курнышев Михаил Михайлович, 2-й — гвардии капитан Федяев Григорий Григорьевич, 3-й — гвардии ст. л-т Колесов Виктор Павлович;
- 13-й гвардейский отдельный батальон минёров[4][5] — Воронежский фронт / 1-й УкрФ (пп № 39774), гвардии капитан / гвардии майор Карпов Александр Васильевич (с 23.08.1942); ад. гвардии капитан Буравцов М. М. (1943, в 1945 — ком-р 22 гв. исб);
- 14-й гвардейский отдельный батальон минёров — Донской фронт (пп № 48957);
- 15-й — Северо-Кавказский фронт (пп № 39350);
- 16-й гвардейский отдельный батальон минёров[6] — Ленинградский фронт / Калининский фронт / 2-й Прибалтийский фронт / 3-й Прибалтийский фронт (пп № 26774), (1-го и 2-го формирования[7]), гвардии майор Горобец Владимир Григорьевич (с 1943);
- 17-й гвардейский отдельный батальон минёров[8] — Сталинградский фронт / Южный фронт (пп № 41636), гвардии майор Мозгов Семен Федорович (с 9.1942);
- 18-й гвардейский отдельный батальон минёров (переименован из 7-го б-на минеров) — Карельский фронт (пп № 17761);
- 19-й гвардейский отдельный батальон минёров ЮЗФ[9][10] — Юго-Западный фронт / 3-й Украинский фронт, гвардии капитан Черногоров Виктор Иванович (с 8.1943), гвардии майор Суворов Иустин Васильевич (с 1943), гвардии ст. л-т / капитан Кальчик Георгий Семенович (с 7.1944); ст. адъют. гвардии капитан Кауричев Иван Сергеевич (с 1943);
- 26-й гвардейский отдельный батальон минёров — Донской фронт.

Все гвардейские батальоны, за исключением 9-го, который действовал до конца войны, с мая по декабрь 1944 года были переформированы в батальоны другой специализации.
Этим формированиям почётное звание «гвардейских» давали при сформировании, как и формированиям реактивной артиллерии и ВДВ.
В июне 1943 года гвардейской бригада перешла на новый штат:
- управление бригады — 45 человек (штат № 012/99);
- рота управления — 81 человек (штат № 012/89);
- пять гвардейских батальонов минёров по 297 человек в каждом (штат № 012/86).

Общая численность гвардейской бригады снизилась до 1 611 человек.
Гвардейской бригада во взаимодействии с партизанскими отрядами ВС СССР занималась подрывной деятельностью в тылу врага, на Волховском, Северо-Западном и Западном фронтах.
Директивой ГШ КА, от 3 июля 1943 года, бригада была переформирована в 1-ю гвардейскую штурмовую инженерно-сапёрную бригаду и вернули обратно в распоряжение Управления инженерных войск КА.
Бригада действовала до ??.05.1944 на 1-м Прибалтийском фронте, затем на 2-м Белорусском фронте, в составе 50 А (1944), в 42 ск (??.01.1945).
В 1945 году полное действительное наименование — 1-я гвардейская штурмовая инженерно-сапёрная Могелёвская Краснознамённая, ордена Кутузова бригада РГК.

## Состав
- управление гвардейской бригады;
- рота управления
- 2-й отдельный гвардейский штурмовой инженерный сапёрный батальон — гвардии майор Чалов Дмитрий Александрович, гвардии майор Вдовин (1944), гвардии капитан / гвардии майор Петерсон Виктор Федорович (1945), гвардии майор Заболотный Иван Прокофьевич (7.1944);
- 3-й отдельный гвардейский штурмовой инженерный сапёрный батальон — гвардии майор Друцкий Павел Кузьмич (убит 23.06.1944), гвардии майор / гвардии подполковник Кречко Анатолий Матвеевич (с 8.1944), гвардии майор Турик Григорий Лукич (с 11.1944);
- 4-й отдельный гвардейский штурмовой инженерно-саперный ордена Александра Невского батальон — гвардии майор Малышев, гвардии майор Опарин Иосиф Дмитриевич (с 1944), гвардии подполковник Белоконь Федор Наумович (1.1945);
- 5-й отдельный гвардейский штурмовой инженерно-саперный Осовецкий ордена Богдана Хмельницкого батальон — гвардии майор Озин Сергей Павлович, гвардии капитан Балабасов Николай Денисович (2.1945);
- 6-й отдельный гвардейский штурмовой инженерно сапёрный батальон (6-й гв. ошисапб) — гвардии майор Подольский Илья Лейбович (с 2.1944), гвардии майор Харламов Алексей Михайлович (1.1945, в 1943 — ком-р 4-го отд. гв. моторизованного инженерного батальона (4 гв. омиб));
- 34-й Млавский отдельный батальон ранцевых огнемётов (34 обро) — гвардии капитан / гвардии майор Абрамович Эмиль Семенович (1944, в 3.1945 — тяжело ранен), гвардии майор Букатов Александр Федорович (с 3.1945);
- военно-почтовая станция (ВПС) № 1896 — нач-к л-т а/с Калимуллин Махмут Раупович (1945);

## Командиры
- гвардии полковник / гвардии генерал-майор инженерных войск Тюлев Сергей Сергеевич (до 5.1944), гвардии полковник Визиров Аслан Фахрадович (с 5.1944), гвардии полковник Шитиков Петр Александрович (с 5.1945);
- начальник штаба: гвардии подполковник Мозговой (3.1944), гвардии подполковник Козлов (3.1945), гвардии подполковник Сергеенко Михаил Захарович;